# Selaginella liboensis
Selaginella liboensis là một loài dương xỉ trong họ Selaginellaceae. Loài này được H.S. Kung & P.S. Wang mô tả khoa học đầu tiên năm 1986.